# Areobindus (Konsul 434)
Flavius Areobindus (auch Areobinda, Ariovindus, Areobindos etc.; gestorben 449) war ein spätantiker oströmischer Heermeister (magister militum) und Konsul des Jahres 434.
Areobindus war Gote und kann als Beispiel für einen Angehörigen des spätrömisch-germanischen Militäradels gelten. 421/422 nahm er an einem der Perserkriege zwischen Rom und dem Sassanidenreich teil. Hier tat er sich laut dem Geschichtsschreiber Johannes Malalas dadurch hervor, dass er den persischen Krieger Ardazanes aus dem Regiment der „Unsterblichen“ im Zweikampf zu Pferde besiegte, womit er angeblich den Krieg entschied. Dabei habe er sich der gotischen Tradition des Lassowerfens bedient. Zu diesem Zeitpunkt war er comes foederatorum, Führer einer ins römische Heer eingegliederten Foederaten-Armee, und diente unter dem Heermeister Prokopios, mit dem er anschließend nach Konstantinopel einkehrte.
Vermutlich irgendwann vor 427 stieg er zum magister militum auf, da er bei seinem Konsulat 434 vor seinem Mitkonsul Aspar genannt wird, der damit als rangniederer magister militum erscheint; dieser wurde 427 Heermeister, Areobindus also wahrscheinlich davor. Erst am 6. März 441 ist er durch ein an ihn adressiertes Gesetz Theodosius’ II. sicher als magister militum praesentalis bezeugt, das heißt als einer der Hofheermeister Theodosius’ II. Als solcher war er auch Mitglied des kaiserlichen Staatsrats (consistorium). In dem Gesetz wird das Privileg der Heermeister, dass ihnen die Beamten ihrer Kanzlei selbst unterstanden (nicht dem praefectus praetorio, dem eigentlich die zivilen Beamten unterstanden), wiederhergestellt; dies zeigt wahrscheinlich den Machtanspruch des Areobindus innerhalb der kaiserlichen Hierarchien zu dieser Zeit an. Ebenfalls 441 führte er in dieser Eigenschaft gemeinsam mit dem Heermeister Germanus und den Offizieren Ansila, Inobindus und Arintheus eine Flotte gegen die Vandalen, die sich unter Geiserich in Africa angesiedelt hatten. Trotz des Großaufgebots scheiterte der Feldzug, weil sich die Generäle zu lange in Sizilien aufhielten; die Vandalen blieben in Nordafrika und Rom war weiter vom direkten Zugriff auf das africanische Getreide abgeschnitten. 443 wurde er gemeinsam mit den Heermeistern Aspar und Arnegisclus gegen den Hunnenkönig Attila in Thrakien geschickt und von diesem besiegt.
An ihn sind zwei Briefe des Bischofs Theodoretos von Kyrrhos erhalten. Er war der Vater des Dagalaifus, der Konsul des Jahres 461 war, und damit auch Großvater des Areobindus (Flavius Areobindus Dagalaifus), der ebenfalls Heermeister und Konsul des Jahres 506 war.
Er starb 449, zu welchem Zeitpunkt er auch mit dem hohen Ehrentitel patricius bezeugt ist.